# Iglesia de Nuestra Señora de la Asunción (Valdemorillo)
La iglesia de Nuestra Señora de la Asunción es una iglesia parroquial católica que se encuentra situada en el municipio madrileño de Valdemorillo. Es el templo principal de la parroquia de Valdemorillo.

## Descripción

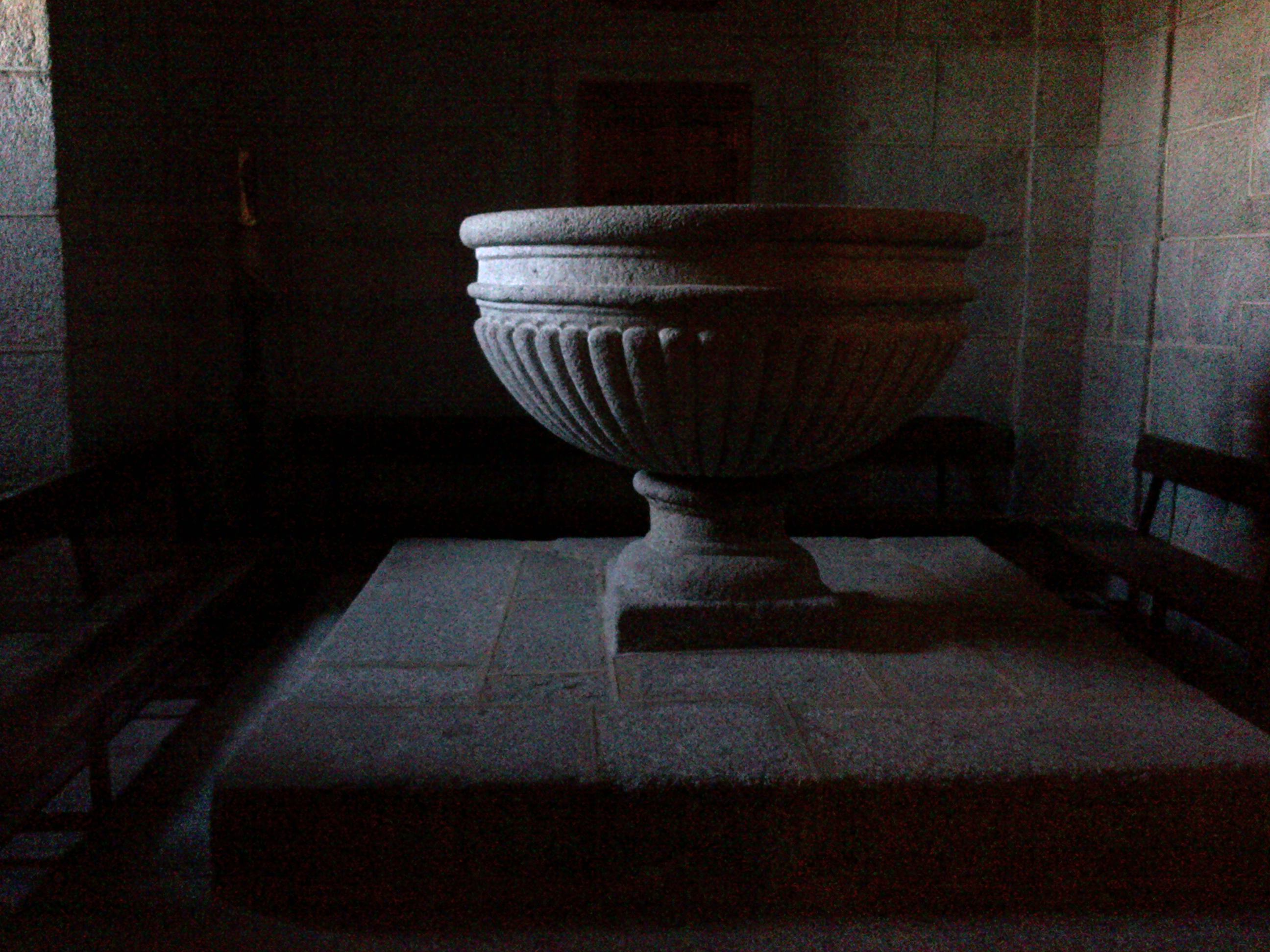
Pila bautismal

Los orígenes arquitectónicos de esta iglesia parroquial pudieran remontarse al siglo VIII, pero su aspecto actual es muy posterior, del siglo XVI. Su exterior es de estilo herreriano, que contrasta con los elementos de gótico tardío de su interior, además de la presencia de restos mozárabes y románicos. A pesar de la variedad de estilos, presenta una traza unitaria, fruto de la reforma emprendida por Bartolomé Elorriaga, discípulo de Juan de Herrera, culminada en 1601 y donde lo más importante es el último tramo de la nave, el correspondiente a la fachada orientada al oeste, donde se sitúa un coro alto. Por último, la sacristía es de época barroca.
En esta fachada destaca la torre campanario y su gemela inacabada, así como el frontal de la fachada por su austeridad. En el interior destaca la capilla del baptisterio con la monumental pila bautismal del siglo XVIII que se ha convertido en el emblema de la parroquia. Asimismo resulta arquetipo de la arquitectura herreriana la bóveda que da soporte al coro alto. Cuenta con una iluminación exterior artístistica.

## Guerra Civil Española
Durante la Guerra Civil el edificio sufrió numerosos daños producidos por estar en una zona de especial virulencia. Por una parte se perdió todo el interior ya que el ejército republicano tuvo en este edificio el cuartel general durante la batalla de Brunete y quemó todos los objetos de madera, desde bancos e imágenes al retablo mayor de la iglesia. Además se perdieron todos los objetos litúrgicos, se profanó el sagrario y se levantaron las tumbas y enterramientos.
Por otro lado, la fachada herreriana sufrió daños por impactos de la artillería nacional que estaba emplazada en el cercano pueblo de Navalagamella y que aún se pueden observar.

## Pendientes de una restauración

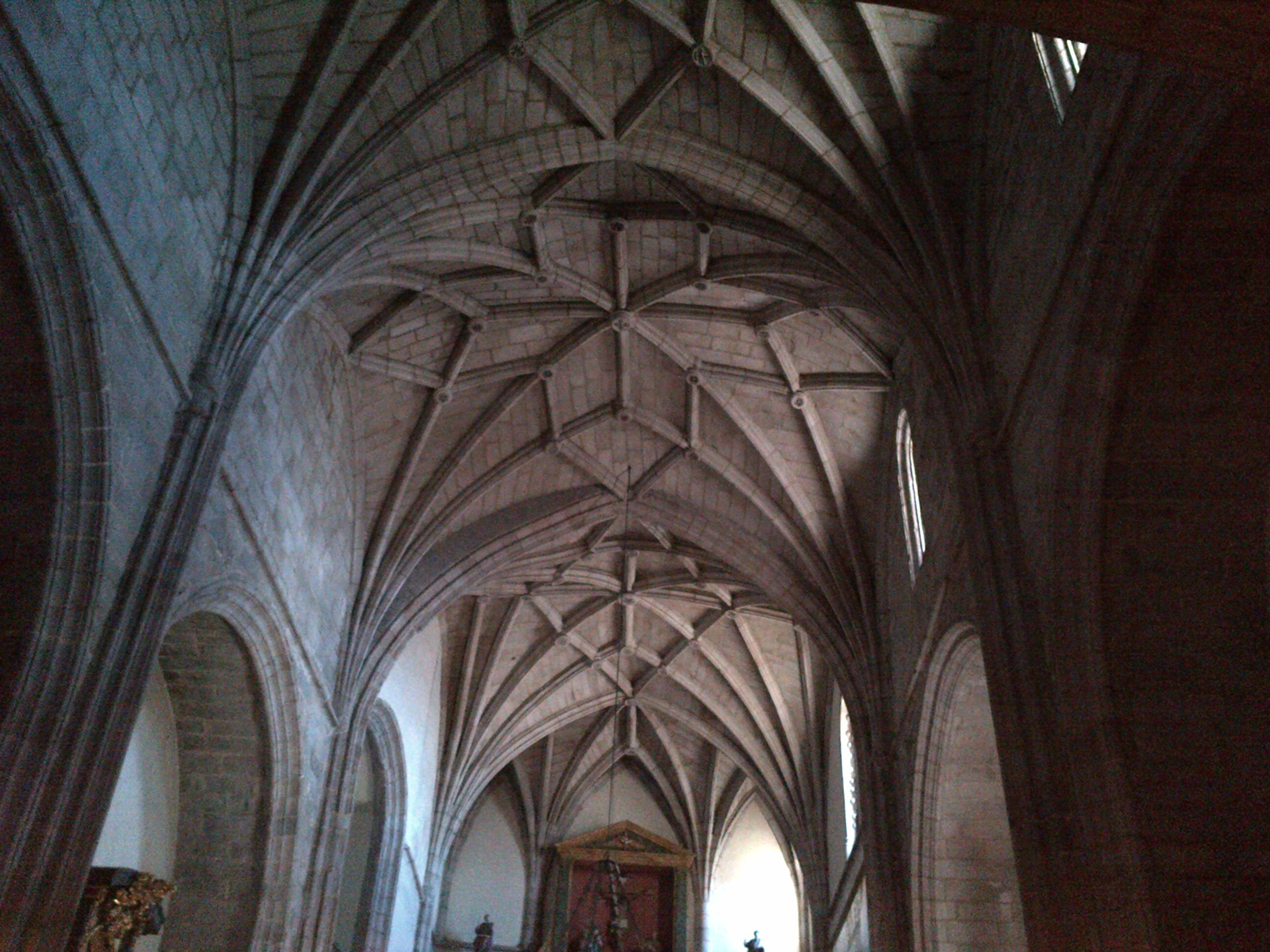
Bóvedas de la Iglesia

Entre finales de los años 40 y principios de los 50 del siglo XX, el edificio tuvo una restauración de urgencia que quedó registrada en el archivo de regiones devastadas de Alcalá de Henares, donde se removió todo el suelo de la iglesia y se instaló un nuevo pavimento, retirando todos los restos humanos y trasladándolos al cementerio de la localidad, por lo que hoy en día no queda ningún resto arqueológico digno de reseñar. Por otra parte, desde 1939 se han realizado dos malas restauraciones de la techumbre del edificio instalando cerchas metálicas para sustituir a las de madera originales y sin descargar de escombros las bóvedas, con lo que en la actualidad los muros están soportando una tensión hacia el exterior superior a la que, para en un principio, fueron diseñados. Es precisa una actuación urgente del Gobierno de la Comunidad de Madrid para evitar el deterioro irreversible del monumento.